# Anna Esser
Anna Esser (* 6. August 1850 in Königslutter als Anna Müller; † 26. Juli 1932 in Linz) war eine deutsch-österreichische Schriftstellerin.

## Leben
Esser soll evangelisch getauft und mit 15 Jahren zum katholischen Glauben übergetreten sein. Nach einem „glänzenden Examen“ soll sie mit 18 Jahren in London gearbeitet haben. In Wien lernte sie den Juristen und späteren oberösterreichischen Landtagsabgeordneten Hermann Esser (* 5. November 1850 in Gerderath; † 8. Juli 1932 in Linz) kennen, den sie 1884 heiratete. Ab 1887 lebte sie dauerhaft in Linz.
Esser verfasste Reise- und Feuilleton-Artikel, vor allem aber fromme Lyrik. Ihr Hauptwerk widmete sich der Erbauung des Linzer Neuen Doms. Einige ihrer Gedichte wurden von Joseph Frei vertont.

## Werke
- Epheuranken. Lieder und Gedichte. Bachem, Köln 1892.
- Ein Sang vom Linzer Dom. Zum Besten des Mariä Empfängnis-Domes in Linz. Gedichte. Dombau-Verein, Linz 1894 (2. Auflage: Preßverein, Linz 1924).